# Aleines
Le ruisseau des Aleines est un cours d'eau de Belgique, affluent de la Semois et faisant donc partie du bassin versant de la Meuse. Il coule en province de Luxembourg.

## Parcours
Ce ruisseau ardennais prend sa source sur le plateau de Blanche-Oreille à l'est de l'aérodrome de Bertrix. Il passe près de Glaumont, arrose les hameaux de La Girgaine (étangs) et de La Géripont avant d'entamer un long parcours en milieu boisé. Il reçoit le ruisseau des Veneurs avant de traverser le hameau de La Cornette. Après quelques méandres, le cours d'eau passe sous la colline du Saut des Sorcières puis rejoint la rive droite de la Semois à hauteur du gué du Maka (camping) entre Les Hayons et Auby-sur-Semois tout en marquant la limite des communes de Bertrix et Bouillon.

## Sources et liens externes
- http://biodiversite.wallonie.be/fr/be34044-vallee-du-ruisseau-des-aleines.html?IDD=402653897&IDC=2892